# 黎塘鎮
黎塘鎮（れいとう-ちん）は中華人民共和国広西チワン族自治区南寧市賓陽県に位置する鎮。鎮政府所在地の黎塘圩は湘桂線と黎湛線の連絡駅・黎塘駅が設置されている。

## 地理
黎塘鎮は賓陽県東部、南寧市中心部より90キロメートル、柳州市より130キロメートル、貴港市より48キロメートルに位置する。

## 行政区画
下部に9社区、14村を管轄する。
- 社区:仁愛社区、金竜社区、永安東社区、永安西社区、解放社区、民主社区、建設社区、中営社区、城南社区
- 村:司馬村、帽子村、竜勝村、農業村、啓明村、新圩村、風鳴村、青山村、三李村、補塘村、三和村、呉江村、竜公村、欧陽村、三択村、義和村